# Theodorick Bland

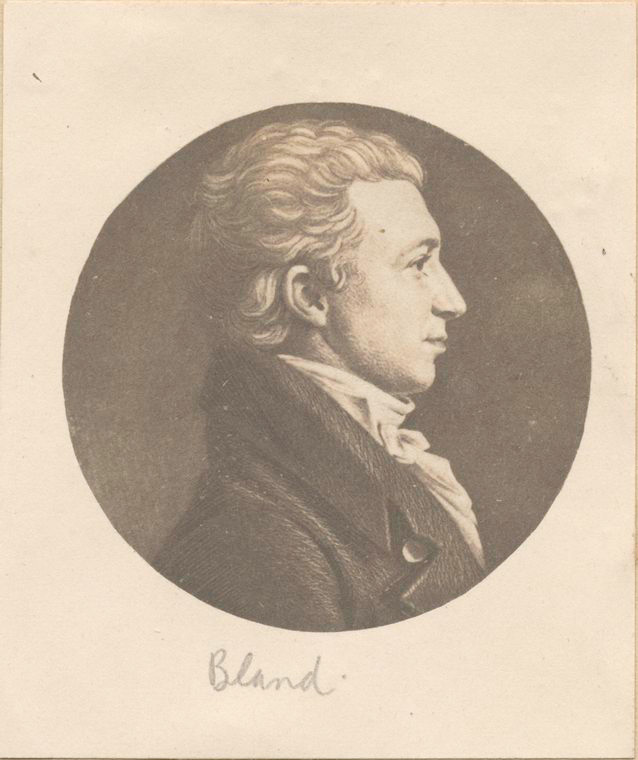
Theodorick Bland

Theodorick Bland (* 21. März 1742 bei Petersburg, Colony of Virginia; † 1. Juni 1790 in New York City) war ein US-amerikanischer Politiker. In den Jahren 1789 und 1790 vertrat er den Bundesstaat Virginia im US-Repräsentantenhaus.

## Werdegang
Theodorick Bland wuchs während der britischen Kolonialzeit auf und wurde zeitweise in England unterrichtet. Danach studierte er im schottischen Edinburgh Medizin. 1759 kehrte er nach Virginia zurück, wo er als Arzt praktizierte. Ende der 1760er Jahre gab er diesen Beruf auf und betätigte sich in der Landwirtschaft. In den 1770er Jahren schloss er sich der amerikanischen Revolution an. Während des Unabhängigkeitskrieges war er Hauptmann in der Kontinentalarmee. Zwischen 1780 und 1783 gehörte er dem Kontinentalkongress an, an dessen Sitzungen zuvor bereits in den Jahren 1774 und 1775 sein Onkel Richard Bland (1710–1776) teilgenommen hatte. 1785 war er Leutnant in der Miliz im Prince George County. Zwischen 1786 und 1788 saß Bland im Abgeordnetenhaus von Virginia. Im Jahr 1788 war er Delegierter auf der Versammlung, auf der der Staat Virginia die Verfassung der Vereinigten Staaten ratifizierte. Bland lehnte diese Verfassung ab.
Bei den Kongresswahlen des Jahres 1789 wurde Bland im neunten Wahlbezirk von Virginia in das US-Repräsentantenhaus gewählt, wo er am 4. März 1789 sein neues Mandat antrat. Politisch stand Bland in Opposition zu Präsident George Washington und seiner Regierung. Er starb noch während seiner Zeit als Kongressabgeordneter am 1. Juni 1790 in New York. Bland war der erste Kongressabgeordnete überhaupt, der im Amt starb.